# Robert Coleman
Robert Henry Schofield Coleman (Ballarat, 9 de junho de 1883 — Brentwood, 1 de janeiro de 1960) foi um velejador britânico, campeão olímpico. Ele competiu nos Jogos Olímpicos de Verão de 1920 na classe 7 Metre e conquistou a medalha de ouro na disputa a bordo do Ancora com William Maddison, Cyril Wright e Dorothy Wright.
Coleman foi comissionado como segundo-tenente no 5º Batalhão, Regimento de Essex, em 15 de dezembro de 1914. Ele serviu na França a partir de novembro de 1915, e foi destacado para o 63º Batalhão, Corpo de Metralhadoras, em 23 de abril de 1916. Ele foi condecorado com a Cruz Militar em 2 de abril de 1919.